# De skall komma från öst, de skall komma från väst
De skall komma från öst, de skall komma från väst är en sång med text  av John Gowans som är översatt till svenska av Berth Anderson och tonsatt av John Larsson. Texten baseras på en bibeltext, Lukas 13:29, "Och människor skall komma från öster och väster och från norr och söder och ligga tillbords i Guds rike". Ursprungligen var sången skriven till Musikalen Lammets blod.

## Publicerad i
- Sång och spel som nr 421 (häfte nr.1, 1980).
- Frälsningsarméns sångbok 1990 som nr 676 under rubriken "Framtiden och hoppet".
- Sångboken 1998 som nr 8.